# 太陽柱

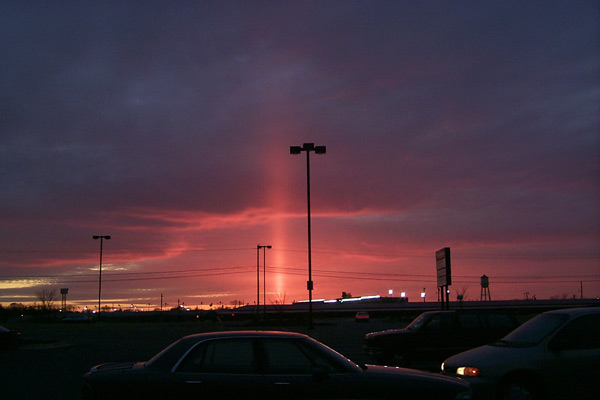
アメリカ合衆国ウェストバージニア州ハーパーズ・フェリー近郊で撮影された太陽柱（2011年3月）

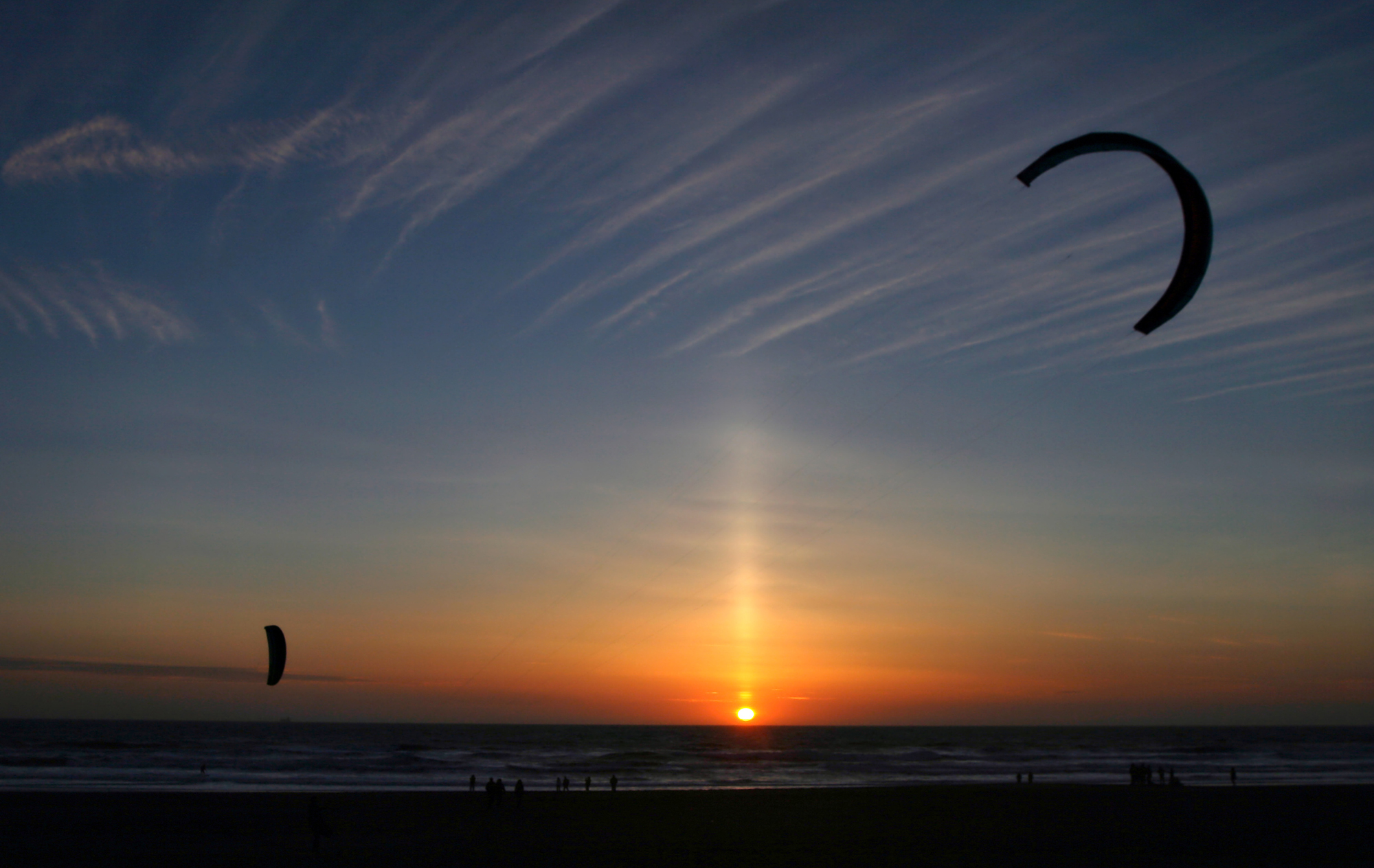
アメリカ合衆国カリフォルニア州サンフランシスコの太平洋沿岸で撮影された太陽柱。飛んでいるのはカイトサーフィン。

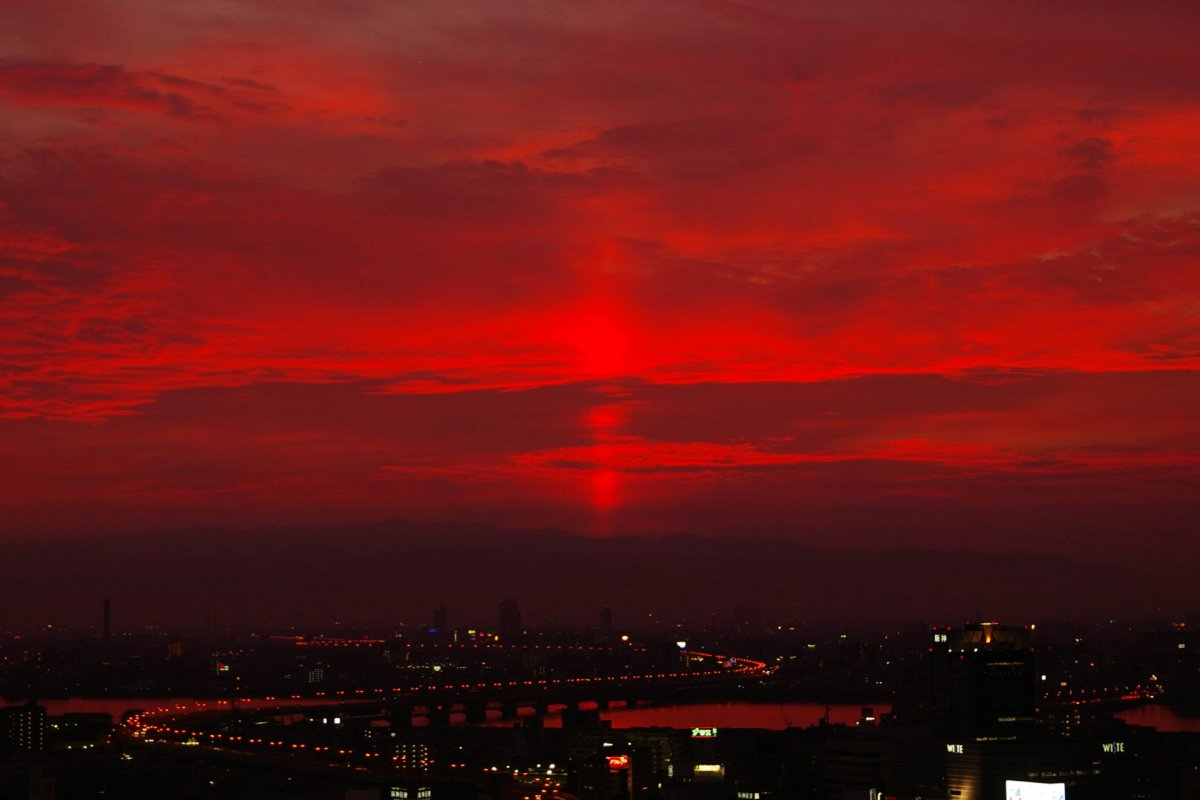
日本の大阪市から見て六甲山方面に現れた太陽柱（2008年7月6日撮影）

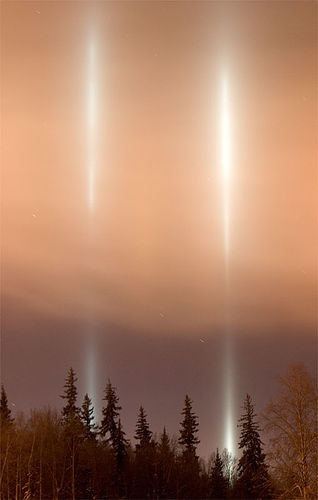
アメリカ合衆アラスカ州フェアバンクスで撮影された白銀色の光柱

太陽柱（たいようちゅう）、サンピラー（英語：sun pillar）は、大気光学現象の一種であり、日出または日没時に地平線に対して垂直方向へ、太陽から炎のような形の光芒が見られる現象を言う。ダイアモンドダストでも同様の現象が起きる。

## 概要
雲の中に六角板状の氷晶があり、風が弱い場合、これらの氷晶は落下の際の空気抵抗（抗力）のために地面に対してほぼ水平に浮かぶ。このほぼ水平に浮かんだ板状の氷晶の表面で太陽からの光線が反射され、太陽の虚像として見えるのが太陽柱である。太陽柱の中心は太陽と地平線をはさんで対称の位置、つまり、地平線下にあり、氷晶の水平からのずれのためにその上下に広がって見えている。
屈折がない単純な反射のため、分光せず、太陽などの光源の色（夕日ならオレンジ色など）に輝く。
雲中の氷晶による太陽柱や光柱（後述）などは、巻層雲や高層雲のときが多い。これは氷晶が層状にまんべんなく分布してきれいに見えるためで、巻雲、巻積雲、高積雲などでは光が途切れ途切れになって見えにくい。
氷点下10 - 20度以下の空気中で発生するダイアモンドダストでも同様の現象が起こる。日本では冬季の北海道などで見ることができる。
寒い地方で寒い時期のみではなく、季節を問わず各地で見られる。これは、夏でも上空の雲は氷晶で構成されているためで、氷晶の雲の下に光を遮るほかの雲が無ければ観測できる。

## 映日
太陽の高度が高い場合は、反射を起こす氷晶を含む雲が地平線よりも下になければ、この反射光を見ることはできない。このような条件は飛行機や高山などに限られる。そのため、太陽柱が見られるのは、通常、日出または日没時のみである。太陽の高度が高い場合に飛行機や高山から見える反射光は太陽と離れて、太陽と地平線をはさんで対称の位置に見えるので映日という別の現象名で呼ばれる。

## 月柱
太陽光以外に月の光でも同様の現象が起こり、これは月柱（げっちゅう、英: moon pillar）、あるいは月光柱と表現されることがある。

## 光柱
遠くの地上の街灯などが同様の現象を起こすこともあり、光柱（こうちゅう）もしくはライトピラー（英語：light pillar）と呼ばれる。太陽や月の光がほぼ平行光線なのに対して、地上の街灯などは広がりがあるため、光柱は太陽柱や月柱に比べて高く見える。
例えば、夜間に行われる漁撈の漁火（いさりび）を光源として発生する光柱（漁火光柱、漁火の光柱）がそれであり、遠く洋上にある漁火がその上空に光柱を発生させる様子は、日本であれば日本海沿岸各地で観測されることがある。光源が複数であれば、その数だけの光柱が生まれる。

## 関連する創作作品
宮沢賢治の童話『銀河鉄道の夜』に、主人公ジョバンニを不可思議な銀河鉄道の世界へ導くまばゆい光の柱である「天気輪の柱」が登場する。これは、太陽柱をモチーフとして発想されたものであるとの説がある。